# Huechuraba
Huechuraba är en kommun i Chile.   Den ligger i provinsen Provincia de Santiago och regionen Región Metropolitana de Santiago, i den södra delen av landet, 11 km norr om huvudstaden Santiago de Chile.

## Omgivning
Runt Huechuraba är det i huvudsak tätbebyggt. Runt Huechuraba är det mycket glesbefolkat, med 2 invånare per kvadratkilometer.